# 靖江市
靖江市位于中华人民共和国江苏省中南部，为中国江苏省下辖县级市，现由泰州市代管。是江苏省新兴的港口工业城市，区域总面积为665平方公里。市人民政府驻靖城街道。靖江历史上又有马洲、骥江、骥沙、骥渚、阴沙、牧城等旧称。

## 历史
靖江原是长江中的一片沙洲，宋代移民垦殖，以后逐渐与北岸连接。靖江建县于明成化七年（公元1471年），由江阴县析置，隶属南直隶常州府，为常州五邑之一。清代属于江苏省常州府，为常州八邑之一。民国初年属于江苏省苏常道。1949年属于苏北行政公署。1952年以后属于扬州地区及扬州市，1993年撤县建市，1996年改由泰州市代管。

## 人口
根據第七次全国人口普查結果，截至2020年11月1日零时，靖江市常住人口66.34万人。

## 地理
靖江市位于长江下游北岸，东、西、南三面临江，总面积665平方公里，拥有52.3公里的长江岸线，其中深水岸线35公里。因地处长江三角洲的冲积平原，其地势低平。靖江气候四季分明，冬天最冷可达零下10度。靖江市隔长江与江阴市、张家港市相对，北侧毗邻泰兴市及如皋市。

## 产业

### 造船业
靖江市的深水岸线长，为造船提供了良好的地理环境。靖江市的首批造船产业起步于20世纪70年代初，后于90年代因中国加入世界贸易组织，伴随国际造船业进入第二轮复苏期，靖江造船业因劳动力成本低等原因得以获得快速发展的机遇。现今，靖江是中国规模最大、配套最完善的民营造船基地、中国国家级的船舶出口基地。2021年靖江一个市的造船量超过世界排名第三造船大国日本。2022年，靖江造船企业手持订单占全球十分之一。来自靖江的江苏扬子江船业集团公司和江苏新时代造船有限公司位居2023年上半年中国造船完工量企业排名前两名。

## 行政区划
现辖1个街道办事处，8个镇，2个开发区，3办事处。
靖城街道、新桥镇、东兴镇、斜桥镇、西来镇、季市镇、孤山镇、生祠镇、马桥镇、城南街道、新港园区、城北园区、江阴园区和滨江新城。

## 文化

### 方言
靖江大部分地区所说的靖江话（老岸话）属于吴语，是长江以北使用吴语的少数几个县市之一。老岸话的使用人口约占七成。西南部沿江的新桥镇、东兴镇、八圩镇说沙上话（与扬中话基本相同）属于江淮方言，使用人口约占总人口二成。其他一成的人口操夹沙话、崇明话、泰兴话、如皋话等。

## 名胜
- 孤山
- 岳庙
- 四眼井
- 魁星阁
- 刘国钧故居